# تیم ملی فوتبال زیر ۲۱ سال لهستان
تیم ملی فوتبال زیر ۲۱ سال لهستان (به لهستانی: Reprezentacja Polski U-21 w piłce nożnej) یا تیم ملی فوتبال جوانان لهستان، نماینده کشور لهستان در مسابقات فوتبال جوانان اروپا و جهان است که زیر نظر اتحادیه فوتبال لهستان فعالیت می‌کند.